# دوچیو اینوسنتی
دوچیو اینوسنتی (انگلیسی: Duccio Innocenti؛ زادهٔ ۲۰ سپتامبر ۱۹۷۵) بازیکن فوتبال اهل ایتالیا است.
از باشگاه‌هایی که در آن بازی کرده‌است می‌توان به باشگاه فوتبال فیورنتینا، باشگاه ورزشی لاتزیو، باشگاه فوتبال مسینا، باشگاه فوتبال باری، باشگاه فوتبال پیستویزه، باشگاه فوتبال آتالانتا، و باشگاه فوتبال ویچنزا اشاره کرد.